# Plac Lotników (Stettin)
Der Lotników-Platz (sinngemäß Platz der Flieger, polnisch plac Lotników, deutsch bis 1945 Augustaplatz) ist ein Platz in der polnischen Stadt Stettin. Er befindet sich im Stadtbezirk Śródmieście, Siedlung Centrum.

## Geschichte
Der Platz entstand Ende des 19. Jahrhunderts. Rund um den Platz wurden reich verzierte Mietshäuser mit Giebeln, Gesimsen und Kuppeln erbaut. Der innere Teil des Platzes wurde als eine Fußgängerzone mit Grünanlagen gestaltet. Durch die Luftangriffe auf Stettin wurde die Bebauung des Lotników-Platzes wesentlich zerstört. Nach der Beseitigung der Trümmer blieben nur zwei teilweise beschädigte Mietshäuser bestehen. Während der Renovierung verlieren sie einige der Verzierungen. Auf dem Gelände abgerissener Gebäuden wurden zwischen 1952 und 1958 drei Wohnblöcke von Śródmiejska Dzielnica Mieszkaniowa sowie zwei Handelspavillons errichtet.
Am Anfang des 21. Jahrhunderts wurde der Platz saniert. In seinem westlichen Teil wurde 2002 das aus Warschau zurückgebrachtes Reiterdenkmal Bartolomeo Colleonis errichtet.

## Lage
5 Straßen führen sternförmig zu diesem Platz. Dies sind:

Lotników-Platz

- Jan-Paweł-II-Allee
- Mazurska-Straße
- Jagiellońska-Straße
- Kaszubska-Straße
- Małopolska-Straße

## Galerie

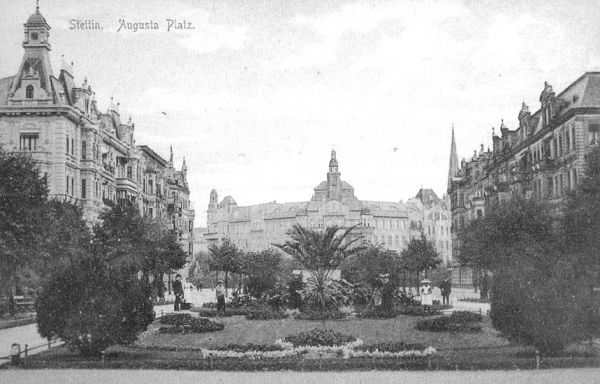
Augustaplatz vor dem Zweiten Weltkrieg
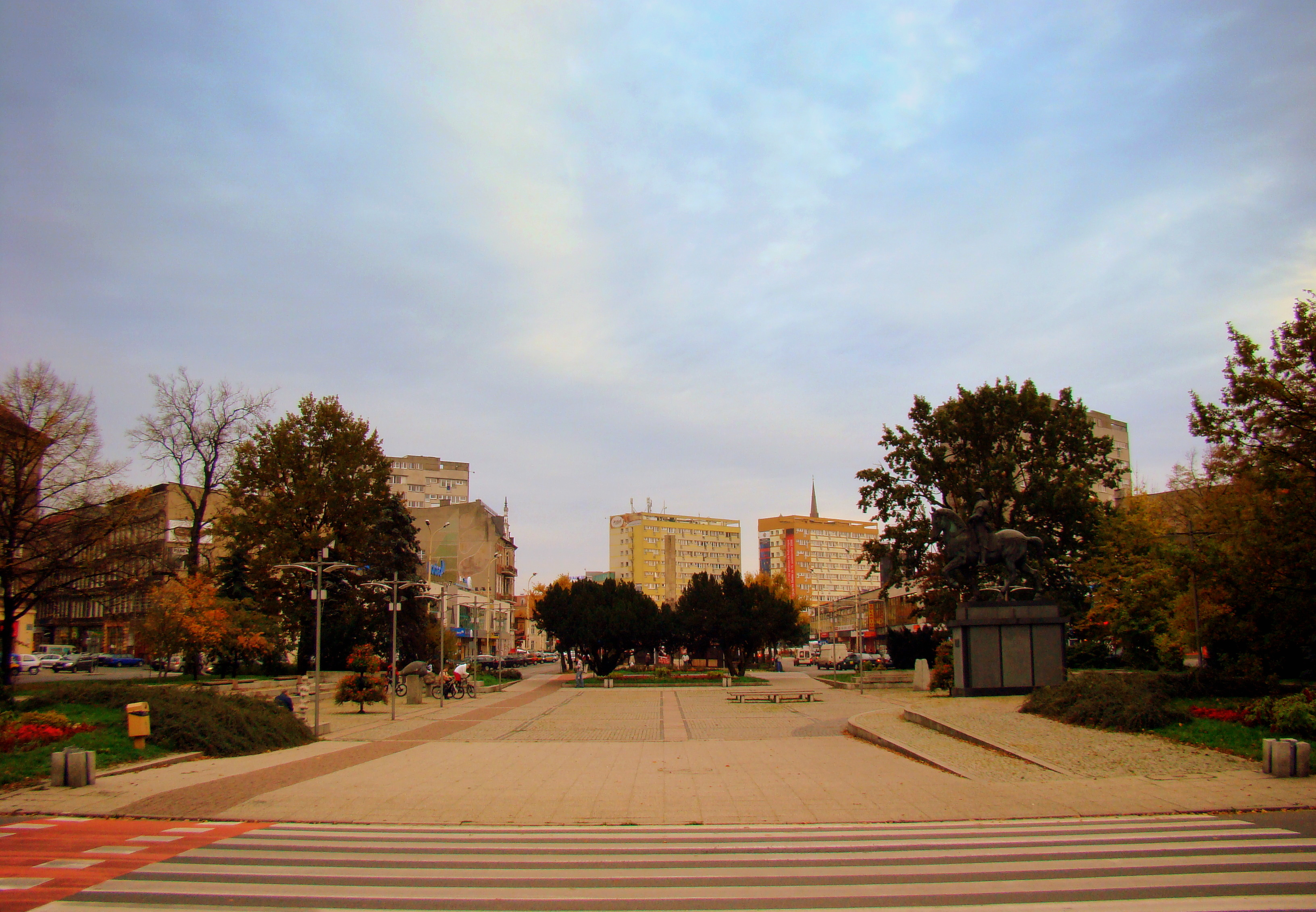
Plac Lotników im Jahre 2008
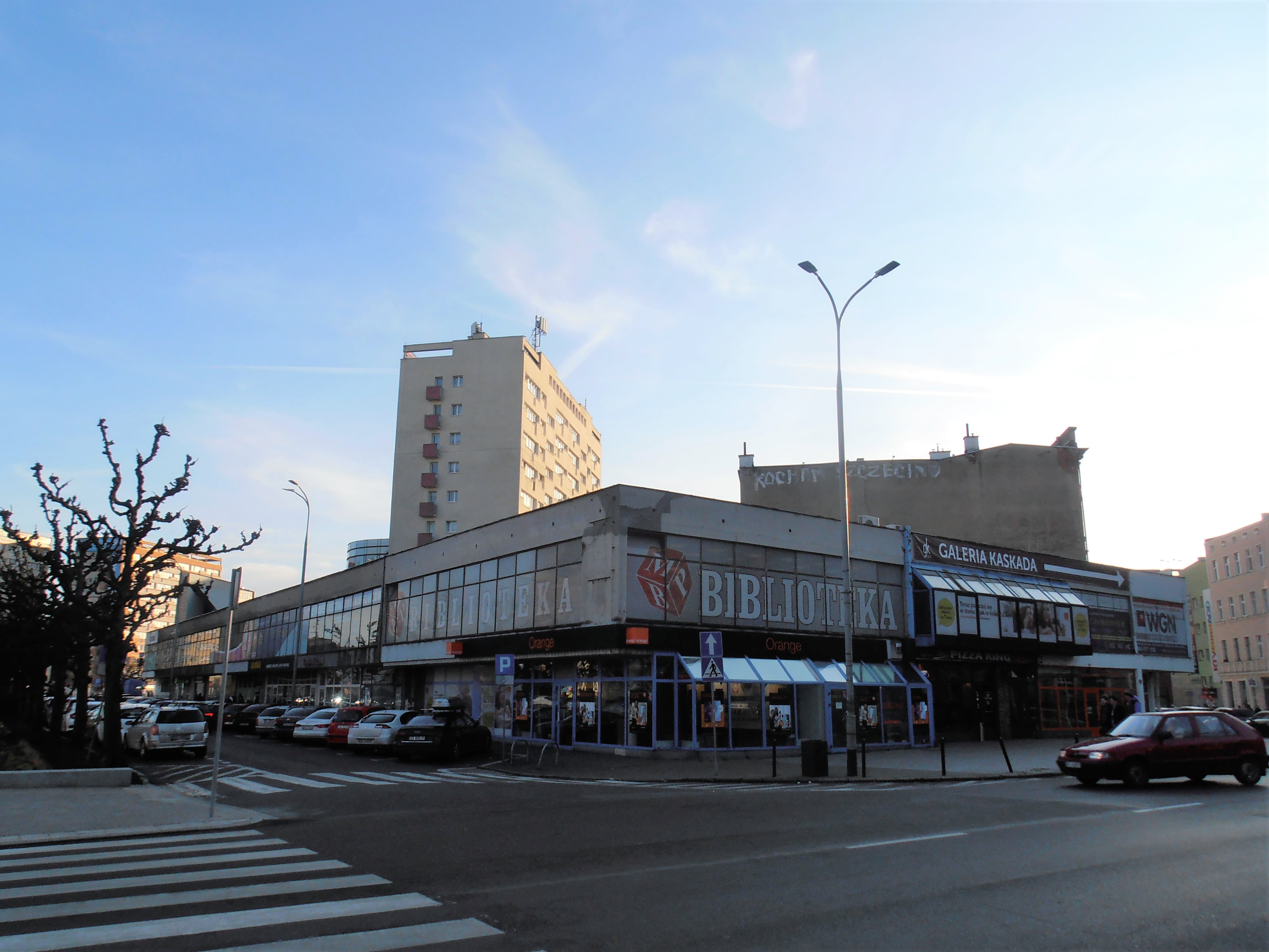
Handelspavillon im südlichen Teil des Platzes
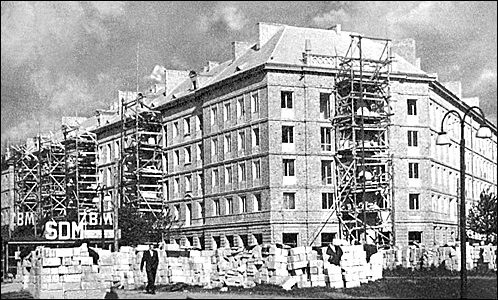
Errichtung von Śródmiejska Dzielnica Mieszkaniowa
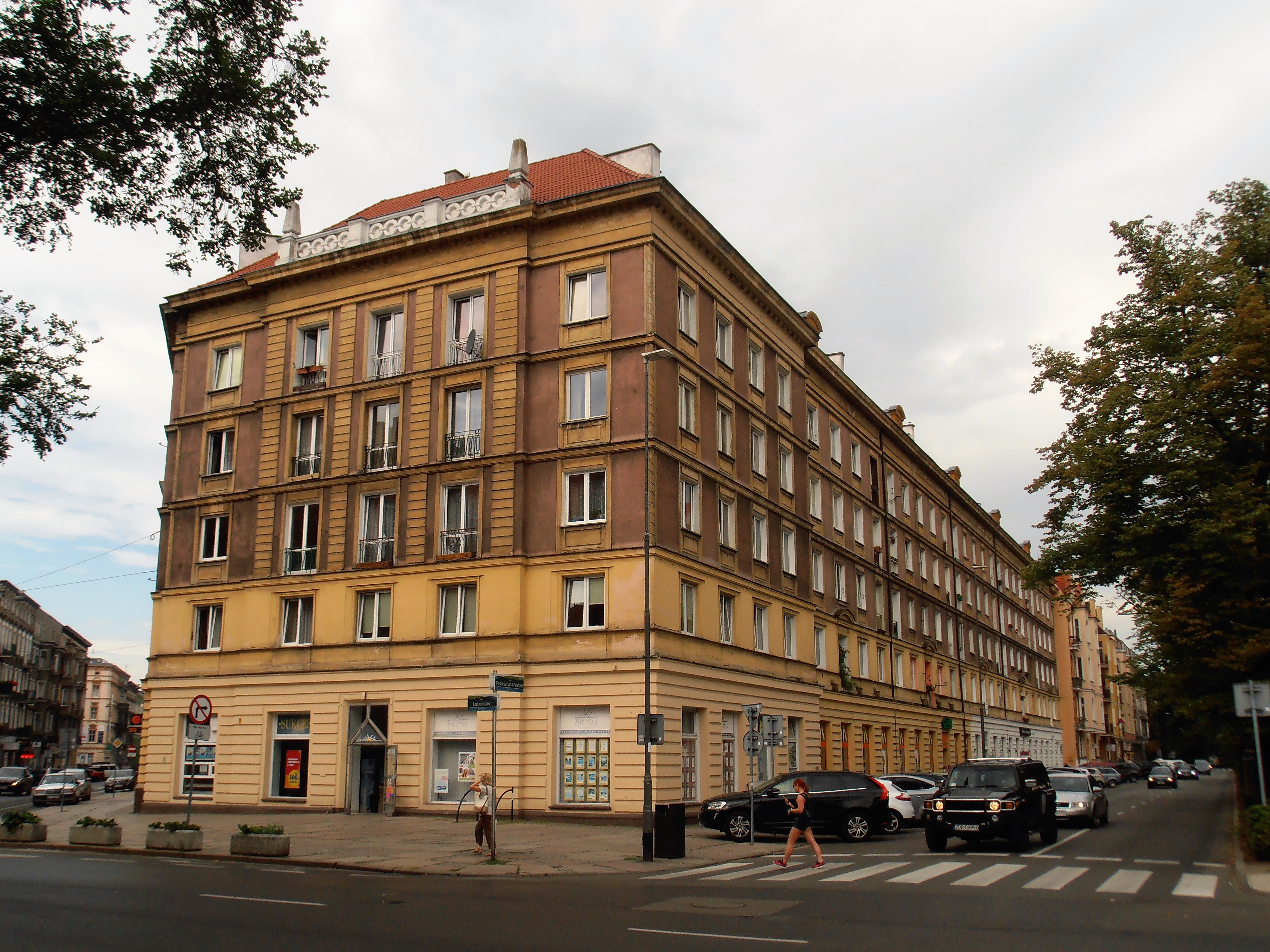
Wohnblock von Śródmiejska Dzielnica Mieszkaniowa